# Mbowe
El mbowe (o esimbowe) és una llengua bantu parlada pels mbowes de Zàmbia. El seu codi iso 639.3 (ethnologue) és mxo, el codi al glottolog és mbow1246 i el seu codi Guthrie és K.32.
Els mbowes viuen a la part central del nord de la Província de l'Oest.
L'ethnologue, la situa com una llengua luyana juntament amb el luyana, el mashi, el kwangali, el diriku, el mbukushu i el simaa. Maho (2009) afirma que és una llengua kavango molt propera al mbume (K.321) i el liyuwa (K.322).
El mbowe és una llengua que gaudeix d'un ús vigorós (EGIDS 6a), ja que, tot i que no està estandarditzada, és parlada per totes les generacions en el llenguatge cara a cara i té una situació sostenible.